# Vụ Bưu chính (Việt Nam)
Vụ Bưu chính là cơ quan trực thuộc Bộ Khoa học và Công nghệ, thực hiện chức năng tham mưu, giúp Bộ trưởng quản lý nhà nước về bưu chính.
Chức năng, nhiệm vụ, quyền hạn và cơ cấu tổ chức của Vụ Bưu chính được quy định tại Quyết định số 146/QĐ-BKHCN ngày 3/3/2025 của Bộ trưởng Bộ Khoa học và Công nghệ.

## Nhiệm vụ và quyền hạn
Theo Điều 2, Quyết định số 146/QĐ-BKHCN ngày 3/3/2025 của Bộ trưởng Bộ Khoa học và Công nghệ, Vụ Bưu chính có các nhiệm vụ, quyền hạn chính:
- Chủ trì, phối hợp nghiên cứu, đề xuất và thực hiện việc xây dựng, trình Bộ trưởng ban hành hoặc để Bộ trưởng trình cấp có thẩm quyền ban hành các văn bản quy phạm pháp luật về bưu chính.
- Thẩm định hồ sơ đề nghị cấp phép và trình Bộ trưởng cấp, cấp lại, sửa đổi, bổ sung, thu hồi giấy phép bưu chính theo quy định của pháp luật.
- Thẩm định hồ sơ và thừa lệnh Bộ trưởng cấp, cấp lại, sửa đổi, bổ sung văn bản xác định thông báo hoạt động bưu chính; cấp giấy phép nhập khẩu tem bưu chính theo quy định của pháp luật.
- Chủ trì xây dựng, trình Bộ trưởng ban hành quy định về chất lượng dịch vụ bưu chính, hoạt động của mạng bưu chính công cộng và các dịch vụ bưu chính khác theo quy định của pháp luật.
- Thực hiện chức năng quản lý nhà nước về bưu chính công ích và các nhiệm vụ đặc thù khác trong lĩnh vực bưu chính; về tem bưu chính.
- Trình Bộ trưởng ban hành quy định cụ thể về mã bưu chính quốc gia; quản lý, cập nhật cơ sở dữ liệu mã bưu chính quốc gia.
- Chủ trì hoặc phối hợp xây dựng trình Bộ trưởng ban hành phương án huy động mạng và dịch vụ của các doanh nghiệp bưu chính trong trường hợp khẩn cấp theo quy định của pháp luật; chỉ đạo, phối hợp hướng dẫn kiểm tra công tác bảo đảm an toàn, an ninh trong hoạt động bưu chính.
- Phối hợp xây dựng, hướng dẫn thực hiện các quy định về thuế, phí và lệ phí trong lĩnh vực bưu chính theo quy định của pháp luật; quản lý về cạnh tranh và giải quyết tranh chấp trong lĩnh vực bưu chính, bảo vệ quyền lợi hợp pháp của người sử dụng dịch vụ bưu chính.
- Thực hiện các nhiệm vụ khác do Bộ trưởng giao.

## Lãnh đạo Vụ[2]
- Vụ trưởng: Lã Hoàng Trung[3]
- Phó Vụ trưởng:

1. Hoàng Bảo Ngọc[4]
2. Nguyễn Thị Ngọc Trang